# (4866) Badillo
(4866) Badillo est un astéroïde de la ceinture principale.

## Description
(4866) Badillo est un astéroïde de la ceinture principale. Il fut découvert le 10 novembre 1988 à Chiyoda par Takuo Kojima. Il présente une orbite caractérisée par un demi-grand axe de 3,00 UA, une excentricité de 0,08 et une inclinaison de 9,4° par rapport à l'écliptique.

## Compléments